# Point Pleasant, New Jersey

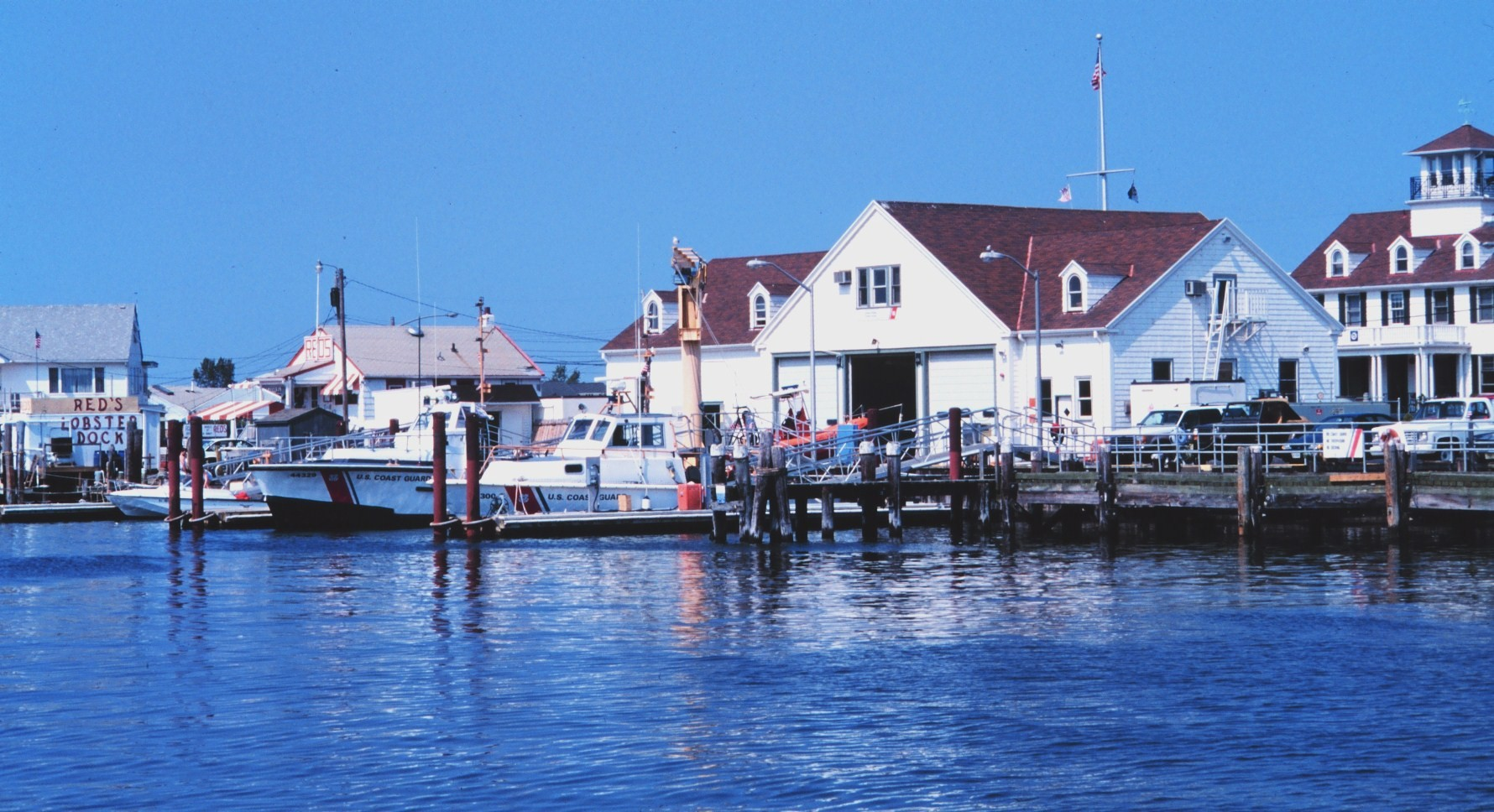

Point Pleasant är en kommun (borough) i Ocean County i New Jersey, USA, med 18 392 invånare (2010). 
Omedelbart öster om Point Pleasant ligger kommunen och strandområdet Point Pleasant Beach. Området fick viss uppmärksamhet genom Twentieth Century Fox's kortlivade TV-serie Point Pleasant.

## Kända personer från Point Pleasant
- Kirsten Dunst, skådespelare
- Tawny Cypress, skådespelare